# Dover Air Force Base
La Dover Air Force Base ou Dover AFB (IATA : DOV, ICAO : KDOV, FAA LID : DOV) est une base aérienne de l'armée de l'air américaine sous le contrôle opérationnel de l'Air Mobility Command (AMC), située à 3,2 km au sud-est de la ville de Dover, dans le Delaware. La 436th Airlift Wing (en) y est basée et gère le terminal de fret aérien le plus important et le plus fréquenté du ministère de la défense (DoD),.

## Démographie
| 1970  | 1980  | 1990  | 2000  | 2010  | - |
| ----- | ----- | ----- | ----- | ----- | - |
| 8 106 | 4 391 | 4 376 | 3 394 | 3 450 | - |